# 永福镇 (内江市)
永福乡，是中华人民共和国四川省内江市东兴区下辖的一个乡镇级行政单位。

## 行政区划
永福乡下辖以下地区：
东岳社区、五谷社区、玉泉山村、新庙子村、山青庙村、梯子岩村、大界坡村、鲤鱼塘村、大堰坎村、曹家沟村、盘坨村、太安村、鸦鹊寺村、双河口村、新房沟村和夏家沟村。